# Zilla globosa
Zilla globosa är en spindelart som beskrevs av Saha och Dinendra Raychaudhuri 2004. Zilla globosa ingår i släktet Zilla och familjen hjulspindlar. Inga underarter finns listade i Catalogue of Life.